# Heterobostrychus hamatipennis
Heterobostrychus hamatipennis es una especie de escarabajo del género Heterobostrychus, familia Bostrichidae. Fue descrita científicamente por Lesne en 1895.
Se distribuye por Laos, Japón, Estados Unidos, Suecia, México, China, Australia, Corea y Reunión (Francia). La especie se mantiene activa durante los meses de enero, febrero, abril, mayo, junio, julio, agosto, septiembre, octubre y noviembre.